# Les Mers perdues
Les Mers perdues est un roman de Jacques Abeille illustré par François Schuiten, édité en 2010 par les éditions Attila. Il se rattache à l'univers du Cycle des Contrées créé par Jacques Abeille.

## Synopsis
Le narrateur, écrivain, est chargé de rédiger le journal d'une expédition commanditée par un milliardaire vers une contrée mystérieuse appelée les Mers perdues. L'expédition compte un dessinateur chargé de prendre des images du voyage, une géologue et un chasseur autrefois fameux mais réduit à chasser le pigeon en ville. Le groupe est guidé par une tribu d'un peuple primitif, les Hulains.
Ils découvrent, outre les fameuses Mer perdues, une ville en ruine et des friches industrielles, découvertes étonnantes qui supposent une civilisations techniquement avancées dans une lointaine préhistoire.
Le chasseur meurt rapidement, la géologue quitte l'expédition au bras d'un Hulain après avoir, conjointement aux légendes Hulains,  révélé aux derniers membres de l'expédition le secret de la fin de l'ancienne civilisation : celle-ci a été détruite par les statues qui se mêlent aux ruines et poussent comme des végétaux.
L'écrivain et le dessinateur explorent le monde des ruines et des statues autour des Mers perdues, l'un tenant le journal, l'autre réalisant dessins et esquisses, pendant que les Hulains s'affirment de plus en plus comme les véritables maîtres de l'aventure. Lorsque le dessinateur retourne vers la civilisation en laissant les dessins à l'écrivain, celui-ci apprend du chef des guides la finalité de l'expédition : les Hulains en sont les véritables commanditaires, et il ne s'agit pas d'une expédition scientifique — le journal et les dessins ne seront d'ailleurs pas publiés — mais d'un rituel en l'honneur de la civilisation ruinée dont les Hulains sont les descendants ; quant aux statues, ce sont les ancêtres de celles cultivées dans Les Jardins statuaires, premier roman du Cycle des Contrées.

## Genèse de l'œuvre
Le projet des Mers perdues est né en janvier 2010 lorsque François Schuiten est chargé par les éditions Attila d'illustrer Les Jardins statuaires. Fasciné par ce roman et par le parallèle qu'il y voit avec sa propre œuvre, notamment le cycle de bande dessinée Les Cités obscures réalisé avec Benoît Peeters, le dessinateur décide de proposer cette collaboration à Jacques Abeille.
Lors de leur premier rendez-vous à Bruxelles, Jacques Abeille s'égare dans les friches industrielles de la ville, ce qui sera une grande source d'inspiration de l'album. Cette anecdote est d'ailleurs racontée dans la postface de celui-ci.